# Обід (колесо)

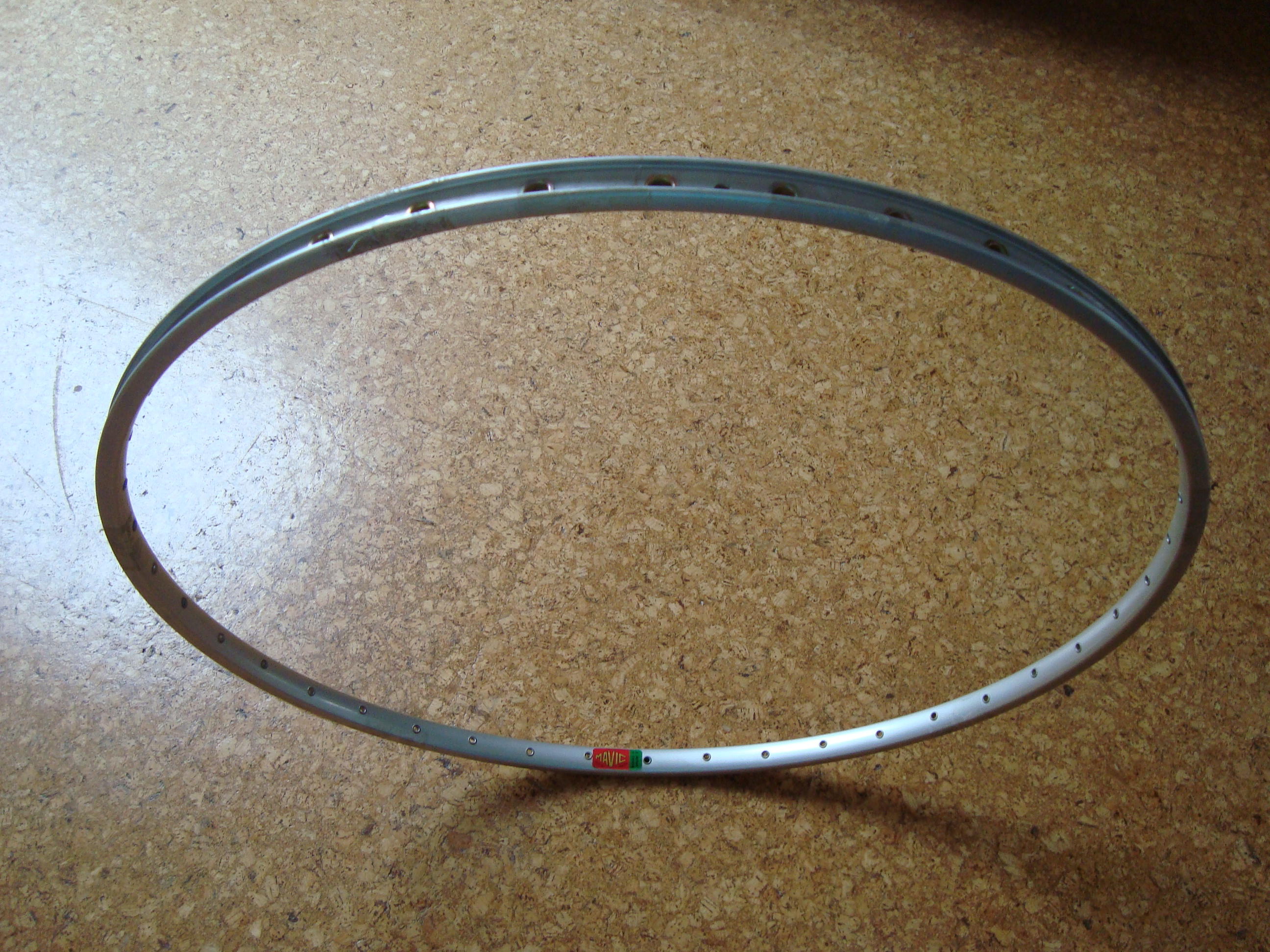
Обід велосипедного колеса без спиць, маточини і шини

О́бід (прасл. *obodъ від ранішого *obvodъ, пов'язаного з *obvesti) — зовнішня частина колеса, на яку зазвичай надівають шину.
Також ободами (збірн. обіддя) називають обручі бондарних виробів.

## Історія
У дерев'яного колеса обід є одним з основних складових, разом з маточиною, спицями і шиною. Найдавніші археологічні свідчення існування коліс з ободом і спицями належать до Андроновської культури (близько 2000 р. до н. е.).

## Ободи різних типів коліс

### Ободи дерев'яних коліс

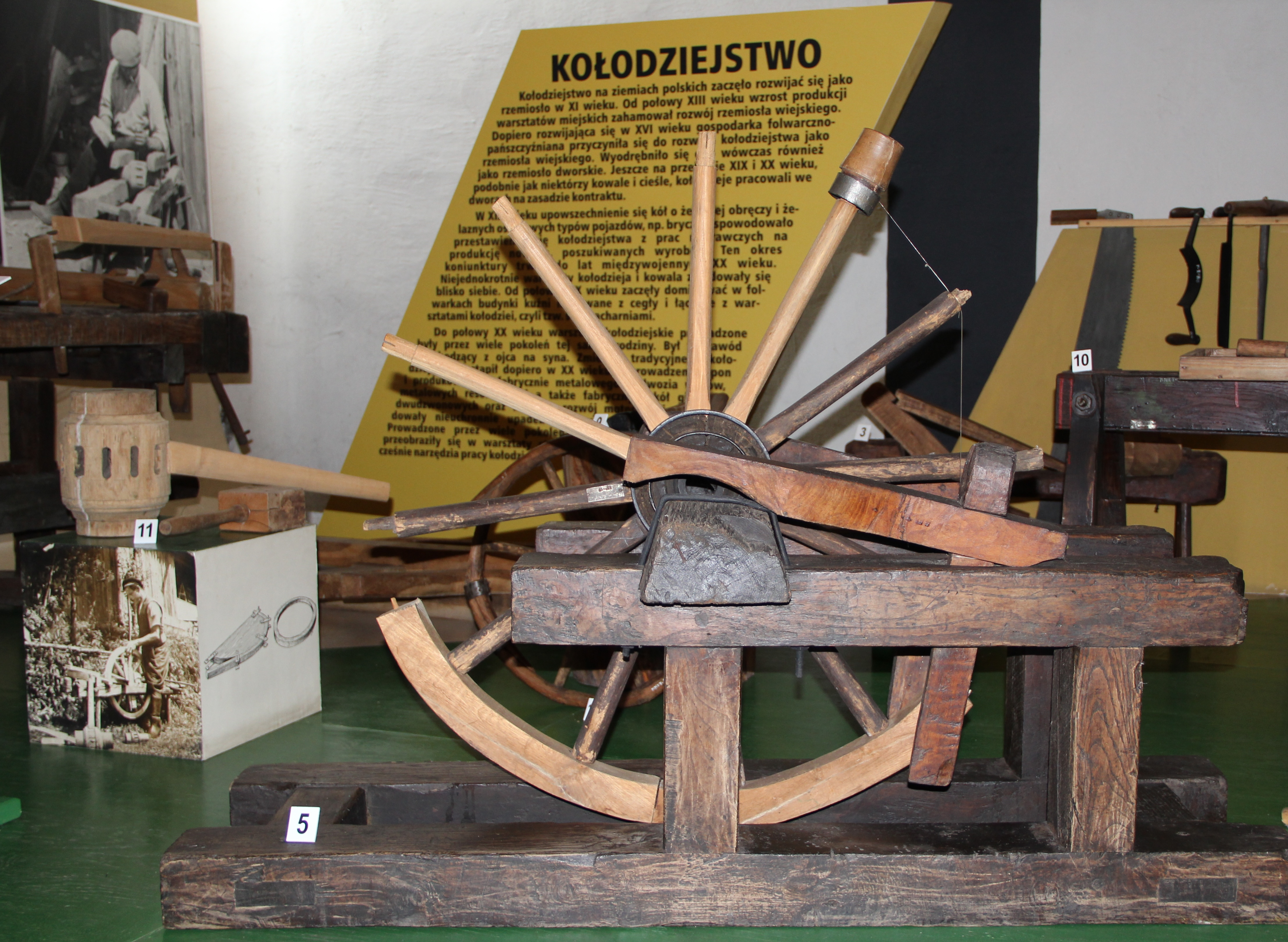
Складання обода з окремих колодок-багрів

Ободи дерев'яних коліс можуть бути двох типів: складені з окремих вигнутих колодок (в Україні вони називаються ба́грами або дзвонами або дзвоняками), і гнуті з цілого бруса (вживаний для цього тонкий в'язовий стовбур звався обе́лець). Колодки-багри для складених коліс виточувалися по лекалах, у них просвердлювали глухі отвори для спиць, після чого вони насаджувалися на спиці у спеціальному верстаті. Для гнуття суцільних ободів стельмахи використовували спеціальний верстат, що звався «пеньок» (інша назва — «машина»). Він складався з масивного відрізка стовбура («пенька»), що обертався на підставці, у центрі нього знаходилося скоба («вухо»). У вухо вставлявся кінець повідні́ — довгого важеля, прави́ла (це слово в 1920-х було запропоноване для позначення привода). Оброблений брус розпарювали в парні — землянці з піччю і чаном для води. Застосовували і сухопарний спосіб: замочували брус на кілька годин у воді, потім клали сиру деревину на багаття, розведене в ямі й прикрите дерном. Розпарену заготовку обода кріпили нерухомо одним кінцем між підставкою та стовбуром, а другим за допомогою кужби (мотузки чи жердини з гаком) прив'язували до повідні. Повертаючи вручну чи за допомогою упряжних тварин повідню з прикріпленою до неї заготовкою, поступово згинали майбутній обід навколо стовбура в кільце. Частіше за все гнули заготовку в бік серцевини, рідше — у бік заболоні. Кінці обода («заворотичі») з'єднували разом, зв'язували дротом (раніше — ликом) і залишали приблизно на півгодини остигнути. Потім обід обстругували рубанками та скобелями, із внутрішнього боку просвердлювали коловоротом глухі отвори для спиць. Після з'єднання обода зі спицями й маточиною на його зовнішню поверхню натягали шину — сталевий обруч, прибиваючи її шиналями — спеціальними цвяхами, і додатково укріпляли 4-5 вірвантами («урвантами») — металевими скобами, прибитими цвяхами — заволічками чи лютами.

### Автомобільні колеса

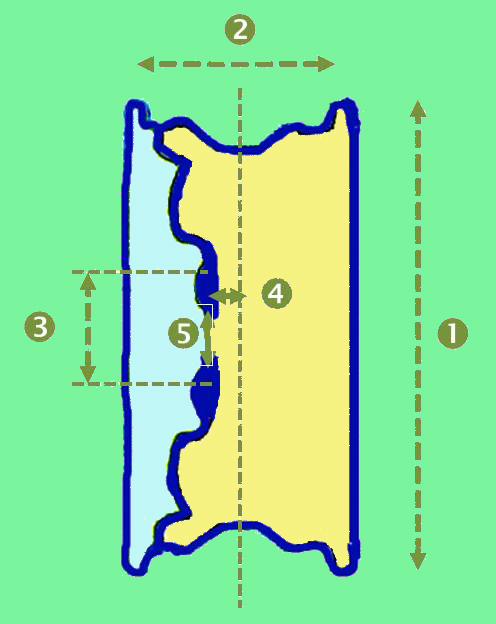
Метричні характеристики автомобільного обода

Обід — частина автомобільного колеса, на якій монтується і на яку опирається шина. У сучасних автомобільних колесах обід слугує зв'язним елементом між шиною і диском, з яким часто об'єднується в одне ціле.

### Велосипедні і мотоциклетні колеса
Обід — частина велосипедного колеса, яка спицями кріпиться до маточини колеса (втулки). На обід монтується велосипедна шина.

### Залізничні колеса
На залізничному транспорті обід — частина колеса, що безпосередньо контактує з рейкою. Має вигляд потовщення по краю диска з одною чи двома ребордами (також відомі як «гребені»), що забезпечують поздовжню фіксацію колеса на рейці. Поверхня обода із зовнішнього боку колеса називається зовнішньою гранню обода, з внутрішнього — внутрішньою гранню; поверхня, що стикається з поверхнею рейки — поверхнею кочення. На безбандажних (суцільнокатаних і суцільнолитих) колесах обід і диск виконують одним цілим, з однієї заготовки. На бандажних обід (бандаж) виготовляється окремо й жорстко кріпиться до диска. Існували й спицеві залізничні колеса: обід у них кріпився до маточини масивними спицями, які заміняли диск.
З усіх частин колеса перебуває в найбільш складних умовах навантаження саме обід, зокрема, його поверхня кочення. Обід зазнає зносу внаслідок постійного тертя об рейку, піддається розтяжним напруженням і утворенню тріщин від нерівномірного нагрівання і остигання. Зносостійкість обода визначає термін служби колеса. Знос виникає на поверхні кочення, а також на ребордах внаслідок тертя об гальмову колодку (якщо застосовується гальмування по ободі). Іноді складнощі виникають через нерівномірний знос обода. Через тертя гальмових колодок в ободі можуть виникнути несприятливі розтяжні напруження, а також тріщини; останні здатні спричинити руйнування колеса. Метал, використовуваний для обода, повинен мати велику міцність, ударну в'язкість, зносостійкість.

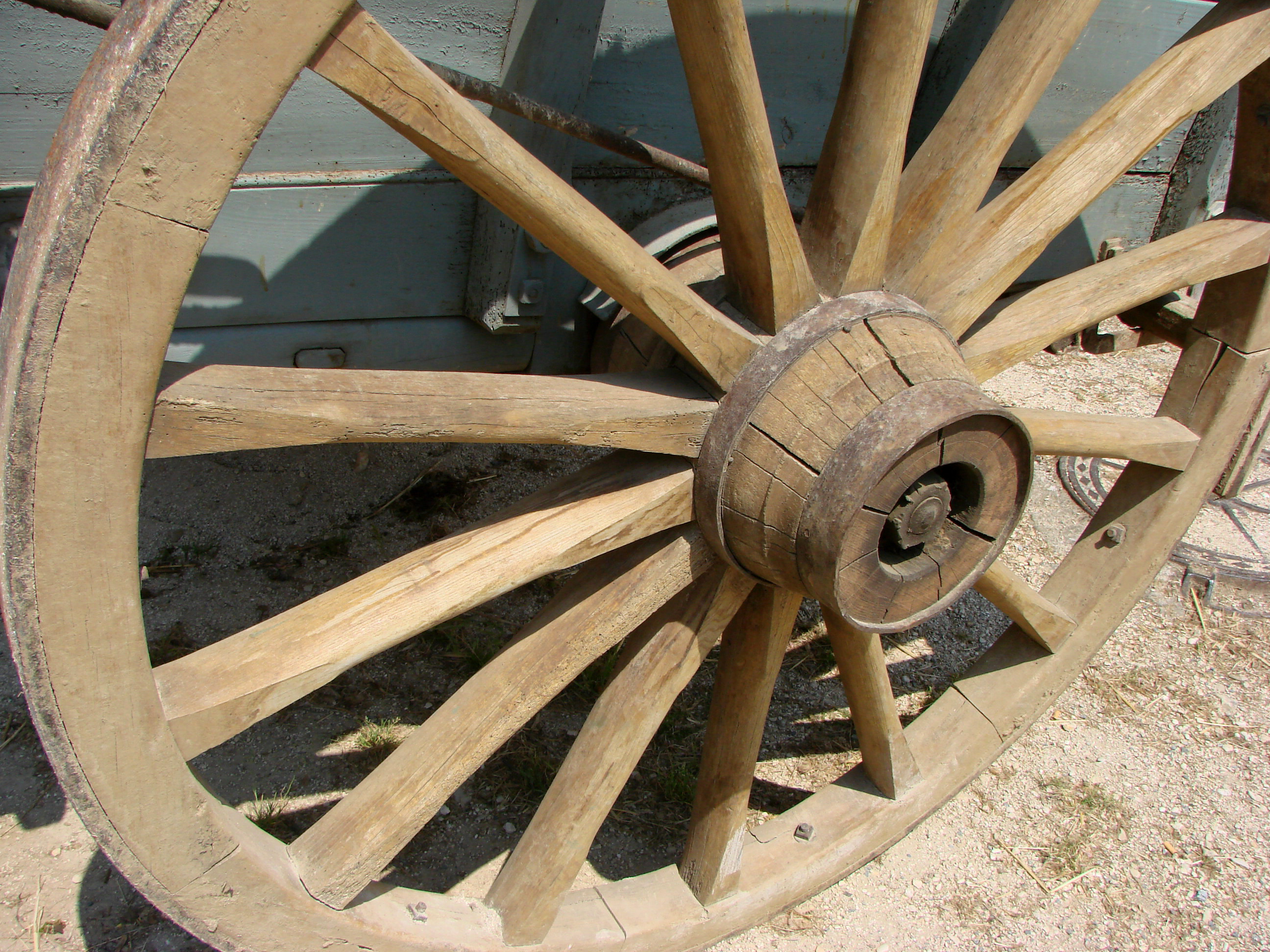
Обід дерев'яного колеса
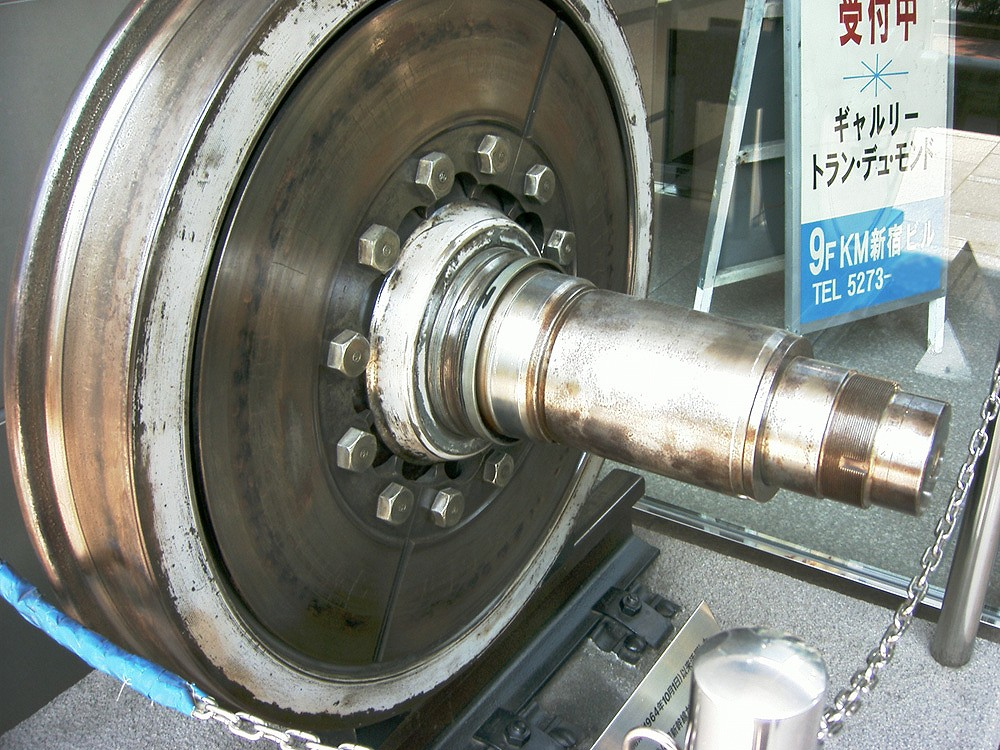
Обід залізничного колеса
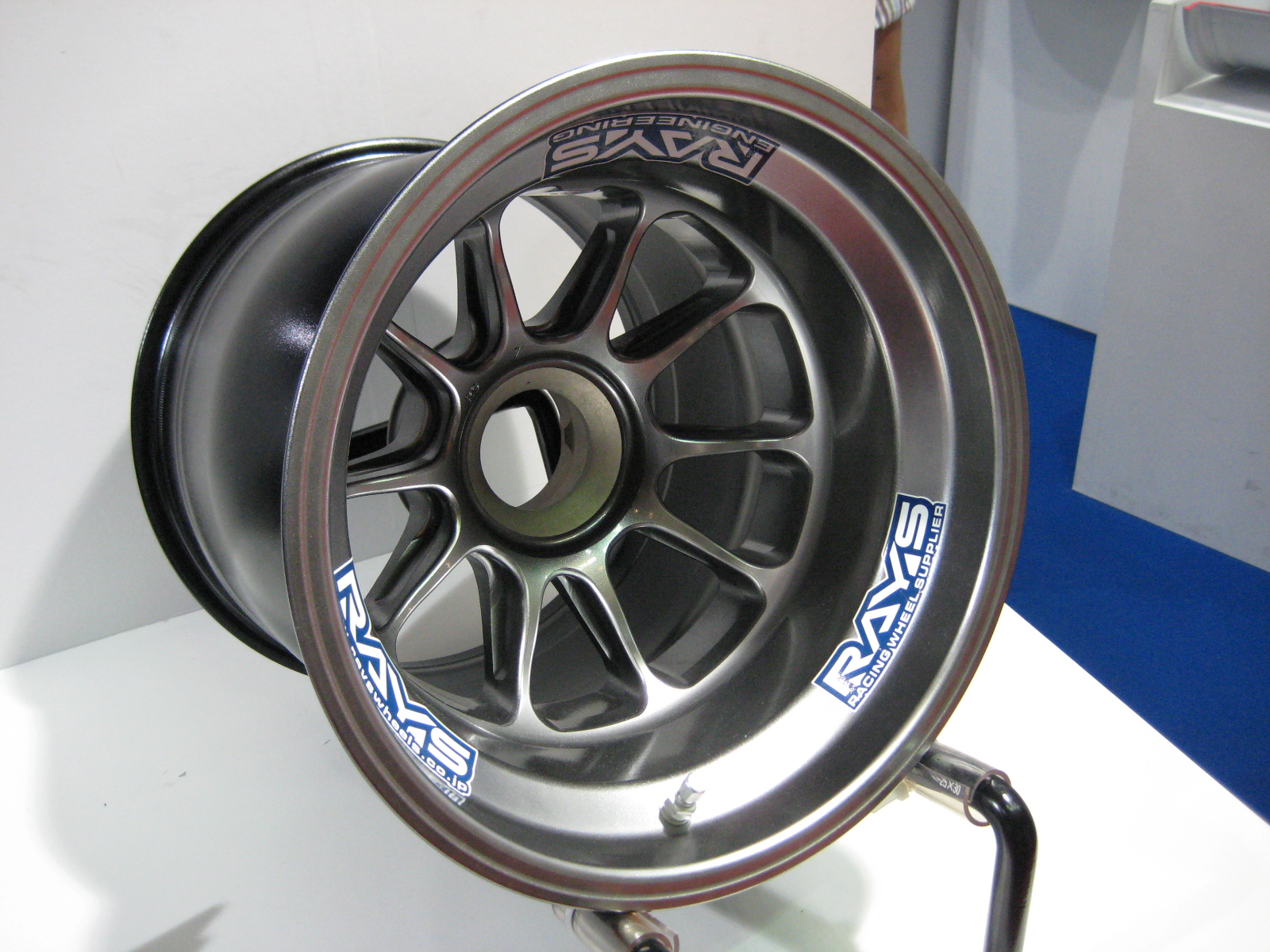
Обід автомобільного колеса
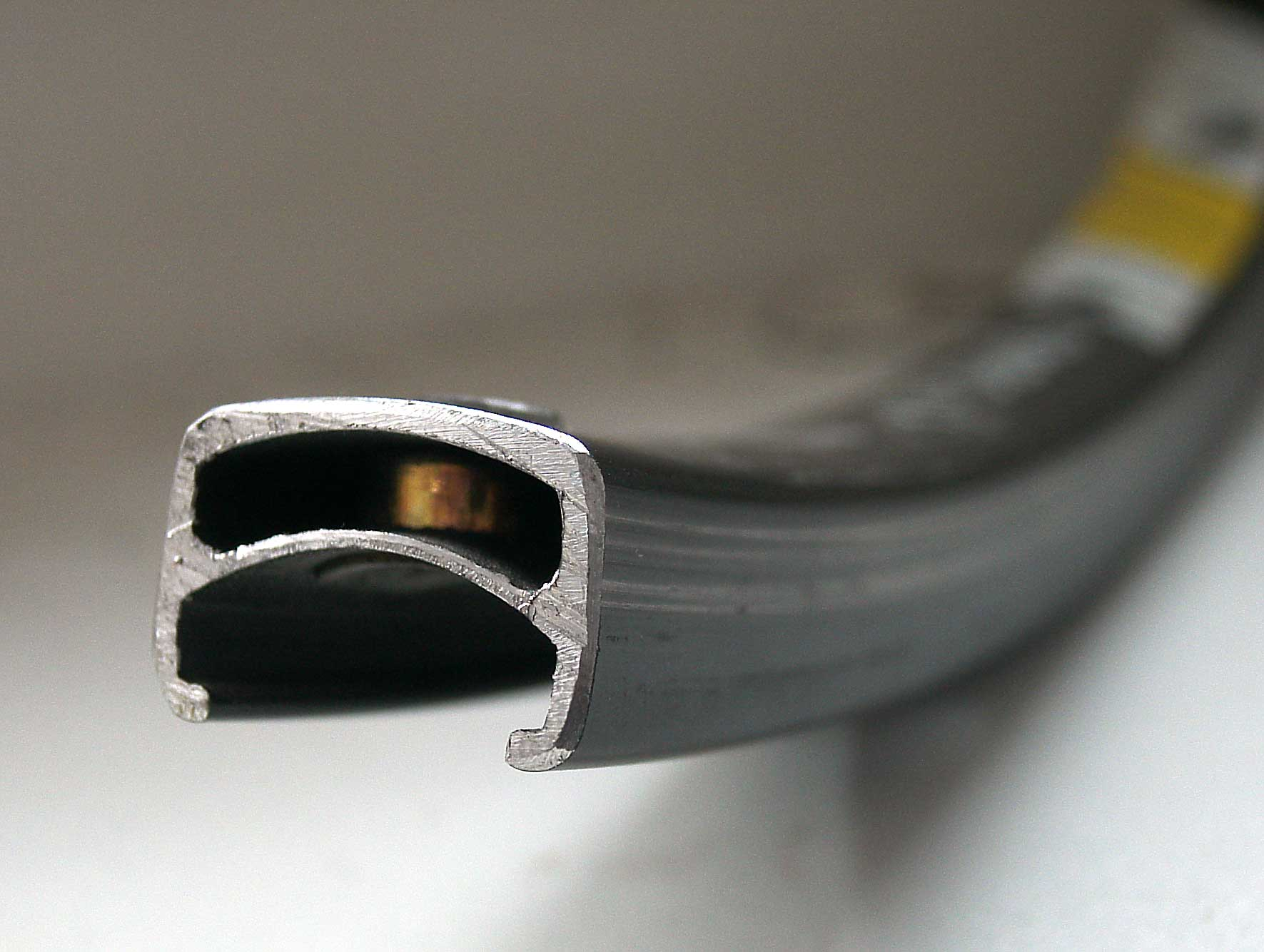
Обід велосипедного колеса
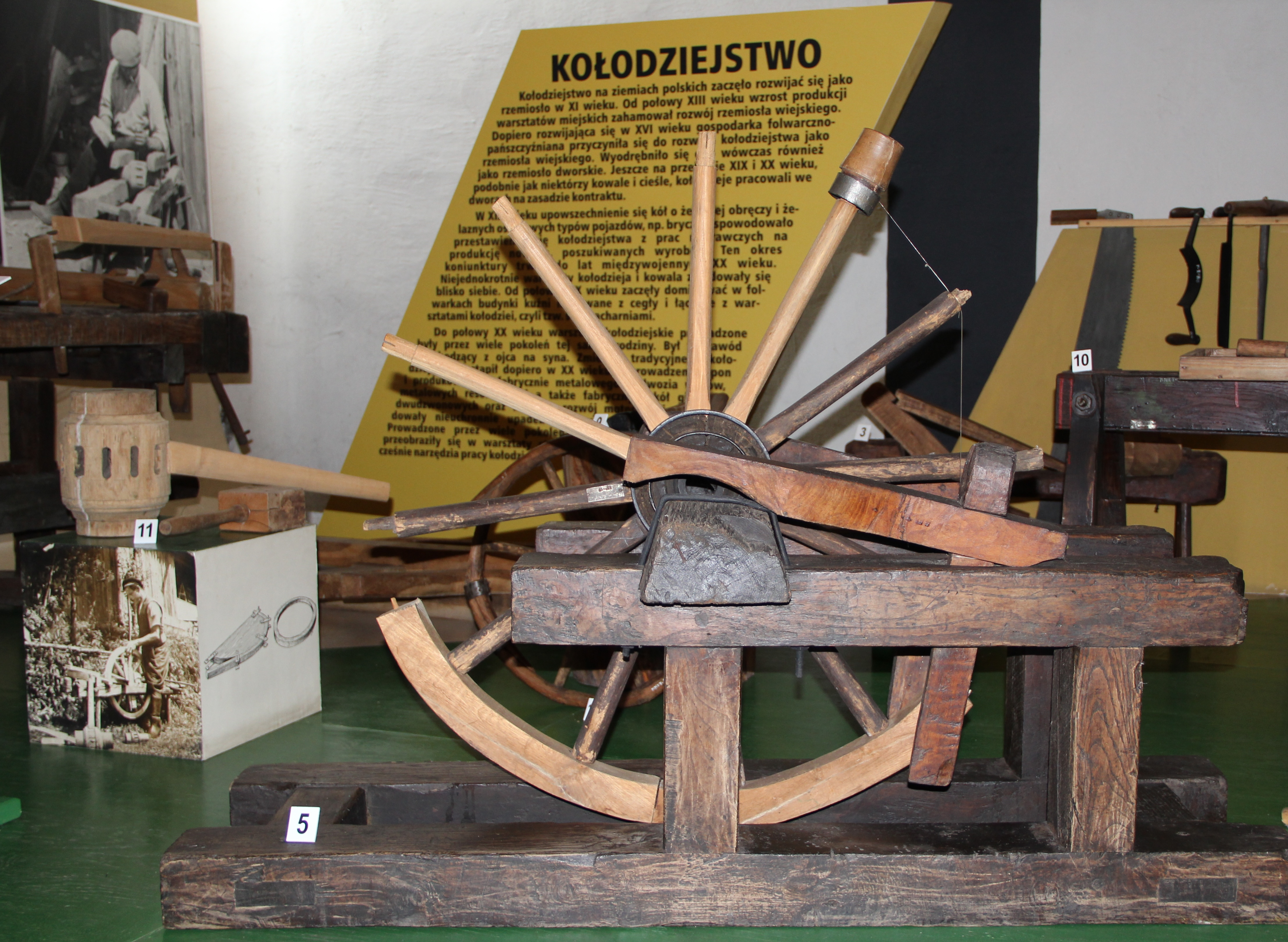
Виготовляння складеного обода